# Alexei Alexandrowitsch Kossourow
Alexei Alexandrowitsch Kossourow (russisch Алексей Александрович Косоуров; * 29. Juli 1979 in Pensa, Russische SFSR) ist ein russischer Eishockeyspieler, der seit Juli 2015 bei Disel Pensa in der Wysschaja Hockey-Liga unter Vertrag steht.

## Karriere
Alexei Kossourow begann seine Karriere als Eishockeyspieler in seiner Heimatstadt in der Nachwuchsabteilung von Disel Pensa, für dessen Profimannschaft er in der Saison 1999/2000 sein Debüt im professionellen Eishockey in der Wysschaja Liga, der zweiten russischen Spielklasse gab. Bereits nach einem einzigen Zweitligaeinsatz verließ der Angreifer den Verein und spielte in den folgenden drei Jahren für Molot-Prikamje Perm in der Superliga. Die Saison 2002/03 begann er bei Chimik Woskressensk in der Wysschaja Liga, schloss sich nach einem Tor in drei Spielen jedoch bereits zu Saisonbeginn dessen Ligarivalen Neftjanik Almetjewsk an, für den er während der folgenden drei Spielzeiten auflief.
Zur Saison 2005/06 erhielt Kossourow einen Vertrag bei seinem Ex-Klub Molot-Prikamje Perm aus der Superliga. Für die Mannschaft aus Perm konnte er in 32 Spielen elf Tore erzielen und acht Vorlagen geben. Kurs vor Ende der Hauptrunde wechselte er innerhalb der Superliga zu Ak Bars Kasan und wurde in den Playoffs mit seinem neuen Team auf Anhieb Russischer Meister. Zum Titelgewinn trug er mit drei Vorlagen in 13 Playoff-Partien bei. Im Anschluss an diesen Erfolg erhielt der Russe einen Vertrag beim Hauptstadtklub HK ZSKA Moskau. Für diesen spielte er eineinhalb Jahre lang, ehe er im Laufe der Saison 2007/08 von Torpedo Nischni Nowgorod verpflichtet wurde. Mit Nischni Nowgorod nahm er von 2008 bis 2010 am Spielbetrieb der neu gegründeten Kontinentalen Hockey-Liga teil.
Zur Saison 2010/11 erhielt Kossourow einen Vertrag beim KHL-Teilnehmer Metallurg Nowokusnezk, bei dem er Mannschaftskapitän wurde. In seiner ersten Spielzeit in diesem Amt erzielte er in 45 Spielen für Metallurg acht Tore und gab zehn Vorlagen. In der folgenden Spielzeit war er weiter Kapitän seiner Mannschaft, absolvierte jedoch nur 26 KHL-Partien für Metallurg. Ab Sommer 2012 stand Kossourow bei Amur Chabarowsk unter Vertrag, ehe dieser im November des gleichen Jahres ausgelöst wurde.
Zwischen Juni 2013 und dem Ende der Saison 2014/15 spielte Kossourow erneut bei Metallurg Nowokusnezk und bekleidete in beiden Spieljahren das Amt des Mannschaftskapitäns, ehe er im Sommer 2015 zu Disel Pensa in die Wysschaja Hockey-Liga wechselte.

## Erfolge und Auszeichnungen
- 2006 Russischer Meister mit Ak Bars Kasan

## Statistik
(Stand: Ende der Saison 2010/11)